# لوسی دیاکوسکا
لوسی دیاکوسکا (به انگلیسی: Lucy Diakovska) (زاده ۲ آوریل ۱۹۷۶) خوانندهٔ آلمانی است.
او قبلاً عضو گروه نه آنجلز بود.